# Жаб'яче Око
Жаб'яче Око — річка в Україні, на території Яготинської міської громади Бориспільського району Київської області. Права притока Оржиці (басейн Дніпра).

## Опис
Довжина річки 14 км, похил річки — 0,29 м/км. Площа басейну 57,0 км².

## Розташування
Бере початок на північному сході від Сотниківки. Тече переважно на південний схід через Червоне, Лозовий Яр, Годунівку і впадає у річку Оржицю, праву притоку Сули.